# 三妻駅
三妻駅（みつまえき）は、茨城県常総市三坂町にある関東鉄道常総線の駅である。
常総市（水海道地区）の北部に位置し、桜の名所「吉野公園」の最寄り駅である。

## 歴史
- 1913年（大正2年）11月1日：常総鉄道開業と同時に設置[1]。
- 1945年（昭和20年）3月30日：筑波鉄道（初代）との合併により、常総筑波鉄道の駅となる[1]。
- 1965年（昭和40年）6月1日：鹿島参宮鉄道との合併により、関東鉄道の駅となる[1]。
- 2009年（平成21年）3月14日：ICカードPASMO供用開始[3][1]。
- 2023年（令和5年）9月1日：水海道駅・三妻駅にてシェアサイクル「関鉄Pedal」を営業開始

## 駅構造
島式ホーム1面2線を有する地上駅で無人駅。下館方に構内踏切があり、ホーム上に待合室がある。単線区間のため列車交換が行われる。
無人化以前は駅舎に社宅が併設されており、社員の家族に駅業務を委託していた。

### のりば
| 番線 | 路線    | 方向 | 行先           |
| ---- | ------- | ---- | -------------- |
| 1    | ■常総線 | 上り | 守谷・取手方面 |
| 2    | ■常総線 | 下り | 下妻・下館方面 |

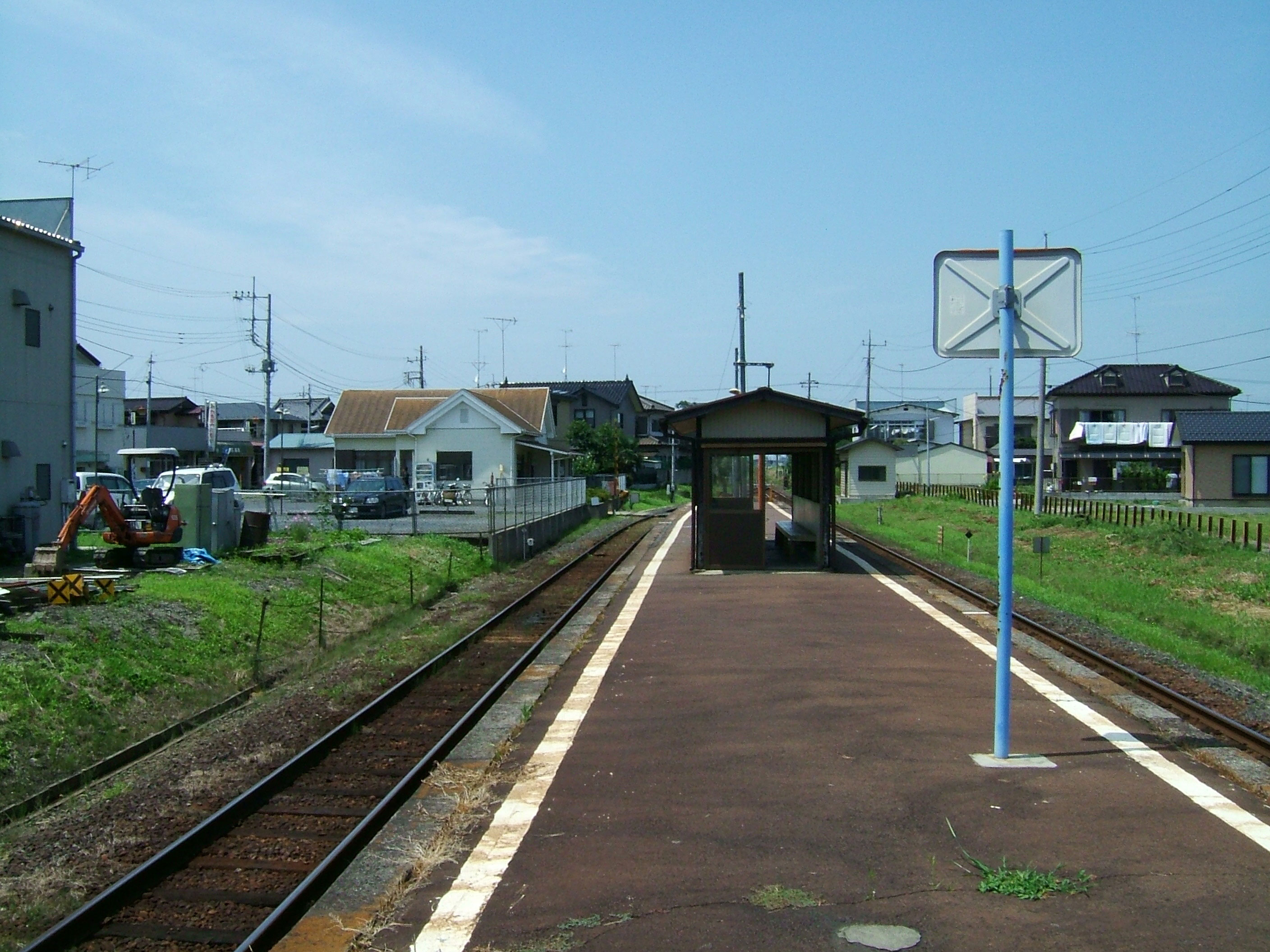
ホーム（2008年7月）
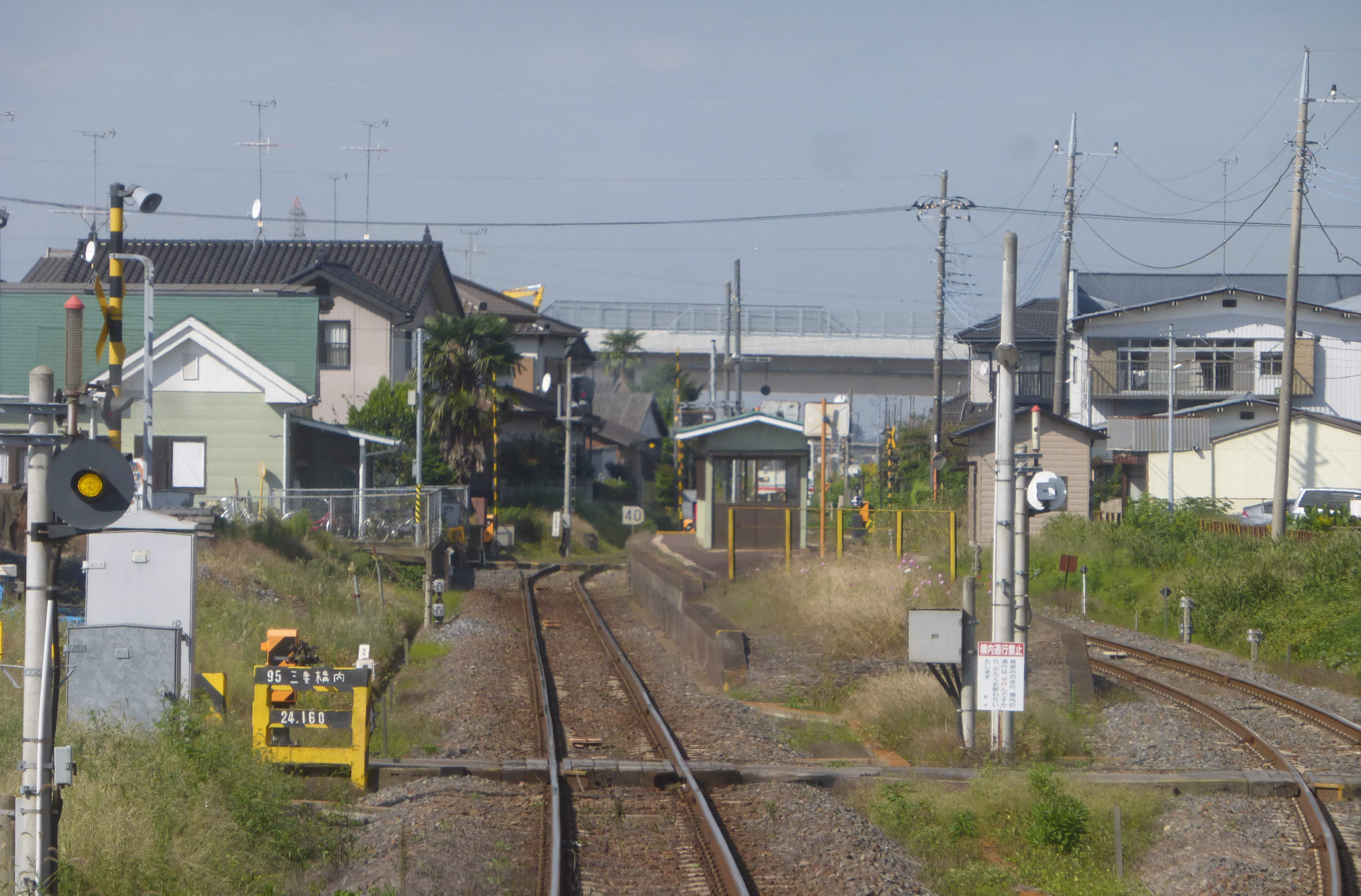
構内（2016年10月）

## 当駅における運行形態
- 上り（水海道・守谷・取手方面）
  - 日中は概ね1時間に2本の普通列車（取手行、一部守谷行）が停車する。一部列車は、水海道乗り換え取手行も設定されている[注釈 1][4]。
- 下り（石下・下妻・下館方面）
  - 日中は概ね1時間に2本の普通列車（下館行）が停車する。夜間には下妻行の区間列車も設定されている[4]。

## 利用状況
2022年度の一日平均乗降人員は186人である。
近年の一日平均乗車人員の推移は下記のとおり。
| 推移 | 推移     | 推移     |
| 年度 | 乗車人員 | 乗降人員 |
| ---- | -------- | -------- |
| 2005 | 136      |          |
| 2006 | 140      |          |
| 2007 | 138      |          |
| 2008 | 119      |          |
| 2009 | 107      |          |
| 2010 | 119      |          |
| 2011 | 112      |          |
| 2012 | 112      |          |
| 2013 | 114      |          |
| 2014 | 115      |          |
| 2015 | 105      |          |
| 2016 | 98       |          |
| 2017 | 108      |          |
| 2018 | 101      |          |
| 2019 |          | 170      |
| 2020 |          |          |
| 2021 |          |          |
| 2022 |          | 186      |

## 駅周辺
- 三妻商店街
- 常総市立三妻小学校
- 常総市立鬼怒中学校
- 三坂郵便局
- 関東鉄道 三妻電通区
- 金村別雷神社
- 首都圏中央連絡自動車道（圏央道） 常総IC
- 道の駅常総

## バス路線
2024年（令和6年）4月より常総市のコミュニティバスであるJOY BUSの「三妻・五箇ルート」「菅原・大花羽ルート」「水海道・大花羽ルート」「大生・五箇ルート」「中部通勤通学ライナー」「大生郷・花島工業団地ライナー」が発着している。

## 隣の駅
関東鉄道
■常総線
■快速
通過
■普通
中妻駅 - 三妻駅 - 南石下駅

### 記事本文